# Бенфельд
Бенфе́льд (фр. Benfeld) — коммуна на северо-востоке Франции в регионе Гранд-Эст (бывший Эльзас — Шампань — Арденны — Лотарингия), департамент Нижний Рейн, округ Селеста-Эрстен, кантон Эрстен. До марта 2015 года административный центр одноимённого упразднённого кантона (округ Селеста-Эрстен). Административный центр агломерации Городское сообщество Бенфельд.
Площадь коммуны — 7,79 км², население — 5260 человек (2006) с тенденцией к росту: 5716 человек (2013), плотность населения — 733,8 чел/км².

## Население
Население коммуны в 2011 году составляло 5664 человека, в 2012 году — 5667 человек, а в 2013-м — 5716 человек.
| 1962 | 1968 | 1975 | 1982 | 1990 | 1999 | 2006 | 2008 | 2011 | 2012 | 2013 |
| ---- | ---- | ---- | ---- | ---- | ---- | ---- | ---- | ---- | ---- | ---- |
| 3449 | 3441 | 3798 | 4451 | 4330 | 4878 | 5260 | 5377 | 5664 | 5667 | 5716 |

Динамика населения:

## Экономика
В 2010 году из 3675 человек трудоспособного возраста (от 15 до 64 лет) 2797 были экономически активными, 878 — неактивными (показатель активности 76,1 %, в 1999 году — 74,3 %). Из 2797 активных трудоспособных жителей работали 2422 человека (1268 мужчин и 1154 женщины), 375 числились безработными (180 мужчин и 195 женщин). Среди 878 трудоспособных неактивных граждан 274 были учениками либо студентами, 307 — пенсионерами, а ещё 297 — были неактивны в силу других причин.